# بيني غيليز
بيني غيليز (بالإنجليزية: Penny Gillies)‏ هي عداءة سريعة أسترالية، ولدت في 20 يوليو 1951.

## وصلات خارجية
- بيني غيليز على موقع النتائج التاريخية لألعاب القوى الأسترالية (الإنجليزية)
- بيني غيليز على موقع أوليمبيديا (الإنجليزية)
- بيني غيليز على موقع اللجنة الأولمبية الأسترالية (الإنجليزية)